# 아스콜리 칼초 1898 FC
아스콜리 칼초 1898 FC(Ascoli Calcio 1898 F.C. S.p.A.)는 1898년에 창설된 이탈리아의 축구 클럽으로, 마르케주 아스콜리피체노를 연고지로 한다. 현재 세리에 B에서 활약하고 있다.

## 우승 경력
- 세리에 B:
  - 우승 (2): 1977–78, 1985–86
- 세리에 C/레가 프로:
  - 우승 (2): 1971–72, 2014–15
- 수페르코파 디 세리에 C1:
  - 우승 (1): 2001–02

## 선수 명단

### 현역
참고: FIFA 자격 규정에 따라 소속된 국가대표팀 국기를 표시합니다. 선수는 복수의 FIFA 비회원국 국적을 가지고 있을 수 있습니다.
| 번호 | 포지션 | 국적 | 이름            |
| ---- | ------ | ---- | --------------- |
| 2    | DF     |      | 마르코스 쿠라도 |
| 33   | MF     | 가나 | 모지스 오제르   |

| 번호 | 포지션 | 국적 | 이름 |
| ---- | ------ | ---- | ---- |

## 역대 감독
| 감독            | 임기        |
| --------------- | ----------- |
| 부야딘 보슈코브 | 1984 ~ 1986 |